# Rafael Durancamps i Folguera
Rafael Durancamps i Folguera (Sabadell, 29 de març de 1891 - Barcelona, 4 de gener de 1979) fou un pintor català.

## Biografia
Va aprendre l'ofici sota les ordres de Joan Vila Cinca i la influència de Joaquim Mir, amb qui va establir amistat de jove. Va visitar diversos museus per impregnar-se de la tècnica dels grans mestres com Velázquez o El Greco. En aquesta època la seva obra mostra un colorisme on es noten les influències dels seus mestres i encara firma els treballs com a R.Durán i Camps.
Va exposar per primera vegada el 1915 a l'Acadèmia de Belles Arts de Sabadell, en el marc d'una exposició col·lectiva. La seva primera mostra important fou el 1917, quan va exposar a les Galeries Laietanes. L'any 1921 obtenia la medalla d'or del Premi Josep Masriera de l'Acadèmia Provincial de Belles Arts de Barcelona (Escola de Belles Arts de Barcelona) i participava en l'exposició col·lectiva anual de l'Acadèmia de Belles Arts de Sabadell.
Més endavant, el 1926, se'n va anar a viure a París, on creà el seu propi estil, creant sobretot natures mortes i paisatges. Durant la seva estança a París va obrir una Galeria d'Art, coneguda amb el nom de La Fenêtre Ouverte. En aquesta sala van exposar artistes com Dalí, Cézanne, Derain, Dufy, Miró o Picasso. Gràcies a aquesta galeria, Durancamps entrà en contacte amb l'alta societat parisenca.
De nou temporalment a Sabadell, va rebre l'encàrrec de pintar uns murals per a la casa de la vila del Poble Espanyol, amb motiu de l'Exposició Universal de 1929 a Barcelona. L'any 1930 va participar en l'exposició Barcelona vista pels seus artistes, organitzada pel Reial Cercle Artístic, que es va fer al Palau d'Arts Decoratives de Barcelona, en la qual va presentar l'obra El Port i muntanya de Montjuïc (núm. cat. 188).
Des de 1932 exposà anualment a la Sala Parés, tot i que la seva estada a París es perllongà fins al 1939, quan torna a Catalunya amb l'esclat de la Segona Guerra Mundial. Es va establir a Barcelona, però passà temporades a Sitges, Cadaqués… i exposà sovint a Barcelona i Madrid, on aprofitava per visitar assíduament el Museu del Prado. Fou a Madrid on pronuncià la conferència «Lacras de la Pintura Actual», on criticava fortament l'art d'avantguarda i tots els ismes del segle xx.
Es pot veure obra seva al Museu Nacional d'Art de Catalunya (MNAC), al museu Thermalia, al Museu de Montserrat, al Museu de Valls, al Museu d'Història de l'Hospitalet, a la Biblioteca Museu Víctor Balaguer, al museu Vinseum, al Museu de l'Empordà, al Museu d'Art de Sabadell i a Madrid, entre altres col·leccions del país, com ara la Col·lecció Gelonch Viladegut, i internacionals.

## Exposicions

### Exposicions individuals[9]
- 1917. Galeries Laietanes, Barcelona (febrer)
- 1918. Galeries Laietanes, Barcelona (abril)
- 1920. Galeries Laietanes, Barcelona (març)
- 1921. Galeries Laietanes, Barcelona (octubre)
- 1924. Galeria El Camarín, Barcelona (gener-febrer)
- 1925. Galeria El Camarín, Barcelona (desembre)
- 1932. Sala Parés, Barcelona (abril)
- 1934. Galeries Laietanes, Barcelona (gener)
- 1934. Sala Parés, Barcelona (octubre)
- 1935. Sala Parés, Barcelona (octubre)
- 1936. Acadèmia de Belles Arts de Sabadell (abril)

### Exposicions col·lectives[10]
- 1915. Exposició 1915. Acadèmia de Belles Arts de Sabadell, antic teatre Lliga Regionalista de Sabadell.[11]
- 1917. Exposició de pintura local. Acadèmia de Belles Arts de Sabadell.

- 1919. Exposició d'art. Palau Municipal de Belles Arts, Barcelona.
- 1920. Segon Saló de Tardor. Galeries Laietanes, Barcelona.
- 1921. Exposició de l'Acadèmia de Belles Arts de Sabadell.[12]
- 1922. Exposició de dibuixos de Paisatges i tipus característics catalans. Galeries Dalmau, Barcelona.
- 1922-1923. Exposició de pintura del concurs Plandiura. Galeries Laietanes, Barcelona.
- 1923. Exposició de l'Acadèmia de Belles Arts de Sabadell.[13]
- 1925. Exposició venda de quadros antics i moderns. Galeries Dalmau, Barcelona.
- 1926. Saló de Tardor. Sala Parés, Barcelona.
- 1927. Saló de Tardor. Sala Parés, Barcelona.
- 1928. Saló de Tardor. Sala Parés, Barcelona.
- Cap a 1928-1936. Impressió: Les vendes d'art arreu del món. Sala Parés, Barcelona.
- 1930. Exposició del paisatge del Vallès. Casino de Granollers.
- 1930. Exposició d'obres de la col·lecció d'en Ferran Benet. Galeries Laietanes, Barcelona.
- 1930. Barcelona vista pels seus artistes. Palau de les Arts Decoratives, Barcelona.
- 1931. Barcelona vista pels seus artistes. Palau de les Arts Decoratives, Barcelona.
- 1931. Fira d'Art. Sala Parés, Barcelona.
- 1932. Exposició de Primavera. Palau Nacional, Barcelona.
- 1932. Temporada d'Art 1932-33. Exposició de Cent Obres de la Col·lecció de pintures de D. Santiago Julià. Sala Parés, Barcelona.
- 1932. Exposició per a subhasta. Sala Parés, Barcelona.
- 1932. Exposició d'una selecta col·lecció dels millors pintors moderns. Pinacoteca, Barcelona.
- 1933. Exposició de Primavera. Palau de Projeccions, Barcelona.
- 1934. Exposició de Pintures i Escultures de la col·lecció F. Uriach. Sala Parés, Barcelona.
- 1946. Acadèmia de Belles Arts de Sabadell.[14]
- 1948. Acadèmia de Belles Arts de Sabadell.[14]
- 1957. Col·legi Sagrat Cor de Jesús de Sabadell.[14]
- 1957. Tercer Saló Biennal de Belles Arts. Caixa d'Estalvis de Sabadell.[14]

## Premis i reconeixements
- 1921 - Medalla d'or del premi de pintura Masriera.[12]
- 1924 - Premi d'honor en el premi de pintura Masriera[15]
- 1959 - Medalla de Plata de la Ciutat de Sabadell

## Obra en museus i col·leccions
- Museu Nacional d'Art de Catalunya[16]
- Museu d'Art de Sabadell[17]
- Thermalia. Museu de Caldes de Montbui[18]
- Museu de Montserrat
- Museu de Valls
- Museu d'Història de l'Hospitalet
- Biblioteca Museu Víctor Balaguer
- Vinseum. Museu de les Cultures del Vi de Catalunya
- Museu de l'Empordà
- Fundació Durancamps-Casas (com ara, la seua pintura a l'oli sobre tela Cireres)[19]
- Reial Acadèmia Catalana de Belles Arts de Sant Jordi[20]